# 안토아네타 프렌케바
안토아네타 니콜로바 프렌케바(불가리아어: Антоанета Николова Френкева, 1971년 8월 24일 ~ )는 불가리아의 은퇴한 수영 선수이다.